# ۵۸۶ (خورشیدی)
۵۸۶ پانصد و هشتاد و ششمین سال هجری خورشیدی است.

## زادگان
- ۱۵ مهر - مولانا جلال الدین محمد بلخی، شاعر